# Mučeništvo svetega Lovrenca (Bernini)
Mučeništvo svetega Lovrenca je zgodnja skulptura italijanskega umetnika Giana Lorenza Berninija. Upodablja svetnika v trenutku njegovega mučeništva, ko ga živega sežgejo na rešetki. Po besedah Berninijevega biografa, Filippa Baldinuccija, je bila skulptura dokončana, ko je bil Bernini star 15 let, kar pomeni, da je bila dokončana leta 1614. Drugi zgodovinarji so skulpturo datirali med letoma 1615 in 1618. Datum 1617 se zdi najbolj verjeten. Po dimenzijah je manjša od naravne velikosti, saj meri 108 krat 66 cm.
Skulptura je zdaj v galeriji Uffizi v Firencah kot del zbirke Contini Bonacossi.

## Naročilo
Obstaja nekaj zmede glede pokroviteljstva skulpture. Filippo Baldinucci je preprosto zapisal, da je bila narejena za Leoneja Strozzija, florentinskega plemiča, ki je živel v Rimu. Berninijev sin, Domenico Bernini, ki je napisal biografijo svojega očeta, kaže bolj zapleteno sliko, ki nakazuje, da je Bernini skulpturo izdelal iz svoje predanosti svetniku in ne zaradi posebnega naročila. Michela Uliva namiguje, da je to morda res, saj je Berninijev zagovornik kardinal Maffeo Barberni navdušil umetnika nad naraščajočim posttridentskim zanimanjem za zgodnjekrščanske mučence.
Novejši zgodovinarji se strinjajo z izjavo Domenica Berninija, da je bil Leone Strozzi navdušen nad skulpturo in jo je kupil za svojo vilo del Viminale. Irving Lavin domneva, da se je Strozzi morda seznanil z delom, ko je naročil kapelo v cerkvi Sant'Andrea della Valle istočasno kot kardinal Maffeo Barberini (kasnejši papež Urban VIII., zlasti ker je Strozzi kapela vključevala grobnico, posvečeno kardinalu Lorenzu Strozziju (umrl v Avignonu leta 1571) in je nosil isto ime kot svetnik.  V vsakem primeru je kip leta 1632 vključen v Strozzijev inventar, opisan kot »Sv. Lovrenc nad moderno rešetko«. 

## Ustvarjanje
Skulptura je bila ustvarjena iz enega bloka carrarskega marmorja. Obnova leta 1997 je pokazala, da je Bernini uporabil različna orodja za ustvarjanje različnih površinskih tekstur na različnih delih skulpture. Hrbtna stran rešetke ni bila polirana in obdelana na enak način kot sprednja stran, kar pomeni, da je bilo umetniško delo očitno mišljeno samo za ogled od spredaj. Visoko izklesan podstavek, izdelan iz lesa in pozlačen z zlato barvo, je bil zasnovan kot ploščad za skulpturo. Obstaja možnost, da ga je prav tako izdelal Bernini, čeprav njegova zasnova kaže, da je bilo to delo po naročilu družine Strozzi, in narejeno pozneje.

## Opis in interpretacija

### Predmet
Predmet umetniškega dela je Lovrenc Rimski, ki ga je rimski cesar Valerijan leta 258 n. št. obsodil na smrt zaradi obrambe krščanske vere. Po izročilu je bil Lovrenc do smrti sežgan tako, da so ga položili na rešetko.
Z upodabljanjem zelo naturalističnega svetega Lovrenca, ki je mučen, a vendarle preživlja nekakšno duhovno epifanijo, skulptura predstavlja okus mnogih tem, ki jih je Bernini sprejel med potekom svojega umetniškega opusa in ki bodo predstavljale mnoge od najbolj pomembne značilnosti umetniških tradicij v italijanski baročni umetnosti - samotne figure, ki preživljajo intenzivna čustvena stanja, medtem ko so upodobljene z iluzionistično resnicoljubnostjo. Za razliko od prejšnjih upodobitev Lovrenca ni nobenih drugih figur – ni znaka njegovega sodnika, mučiteljev ali gledalcev, ki bi poglobljeno pričali. Namesto tega je poudarek samo na mučeniku in njegovem čustvenem stanju.

### Čustveno stanje sv. Lovrenca
Komentatorji so se nekoliko razlikovali pri opisovanju in interpretaciji Lovrencovega obraza. Domenico Bernini je ustvarjanje kontekstualiziral z anekdoto, da je Bernini položil svojo dejansko roko v plamen in oblikoval Lovrencov izraz iz njegove lastne obrazne reakcije, ki jo je videl v ogledalu; kar namiguje, da bi bil fokus Lovrencovega portreta fizična bolečina.
Kasnejši komentatorji pa so Lovrencov obraz opisali ne kot obraz bolečine, ampak kot »utrujenost« ali pogosteje kot duhovno zavzetost. Howardu Hibbardu daje skulpturi jasno versko izjavo duhovne odrešitve – notranja moč premaga zunanjo telesno bolečino. Vsekakor se zdi, da opazovanje skulpture to potrjuje. Mučenik se skoraj obrne stran od bolečine, njegov zgornji del telesa in glava segata navzgor proti nebu, z jasnimi, skoraj mirnimi očmi, usmerjenimi v smeri Boga.
Drugi popeljejo Berninijevo upodobitev Lovrenca še dlje: mučenca opisujejo kot »lepo naslonjenega na levi komolec kot kakšen rimski udeleženec banketa« in svoje mučitelje oviral z »izklesano držo zanosa«. Drugi umetnostni zgodovinar, Avigdor Poseq, izraz razlaga nekoliko drugače: »mirni obraz naj bi očitno izražal intenzivnost mučenikovega strahu pred Bogom«. Nadaljuje s tem, da namiguje, da je Bernini predstavil Lovrenca z iztegnjeno roko, da bi pokazal mučenikovo željo, da bi ga njegovi mučitelji obrnili in tako izpostavili še več njegovega mesa plamenom spodaj.

### Tehnična odličnost
Komentatorji 20. stoletja so se večinoma strinjali o tehnični odličnosti skulpture. Rudolf Wittkower govori o »visoki stopnji tehnične dovršenosti [in] anatomski natančnosti in nezmotljivem občutku za organsko skladnost in zgradbo človeškega telesa«. Irving Lavin vidi v kakovosti mesa, doseženega z marmorjem, kot kritiko Michelangela, ki je obvladal oblikovanje in anatomijo, ne pa tudi videza mesa.
Pozornosti so deležni tudi plameni. V času baroka je bila sposobnost upodabljanja poustvariti naravo, kot v plamenih, vodi, mesu, v iluzionističnem marmorju, pogost izziv. Berninijev »poskus predstavitve poskakujočih plamenov v kipu je tour de force«, »ki prepričljivo prikazuje nekaj tako minljivega kot plameni ali tako odvisno od barve kot žareče oglje«. Daniele Pinton govori o »spretni predstavitvi plamenov pod rešetko, kjer je upodobitev nematerialnega elementa, kot je ogenj, veličastno upodobljena v kamnu«.
Charles Avery gre tako daleč, da vidi tehnično inovativnost dela kot njegov raison’être. Navaja naturalizem dela, njegovo čustveno intenzivnost, njegovo uporabo predmeta, ki še nikoli ni bil upodobljen kot polna tridimenzionalna skulptura in zaključuje, da je »delo manifest njegovih sposobnosti na pragu njegove kariere odrasle osebe, podobno kot 'mojstrsko delo' s katerim se obrtnik vpiše v svoj ceh.« 

## Nedavna zgodovina
[[File:Bernini st lawrence DPA 331200623.jpg|thumb| Gianlorenzo Bernini, “Martyrdom of Saint Lawrence,Martyrdom of Saint Lawrence, 1617, Galleria degli Uffizi. photo by Foto Reali, Foto Reali Archive, Department of Image Collections, National Gallery of Art Library, Washington, DC]
Na začetku 19. stoletja je bila skulptura prestavljena v drugo palačo v Rimu, ki je bila v lasti Strozzija, nato pa je bila okoli leta 1830 prestavljena v Palazzo Strozzi v Firencah. Leta 1935 je nato postala del zbirke Contini-Bonacossi, preden ga je leta 1969 pridobila italijanska država. Fotografije v zbirki Contini Bonacossi prikazujejo skulpturo na podstavku v obliki drevesa. Sv. Lovrenc je bil prikazan v Palači Pitti od leta 1974, nato pa v galeriji Uffizi od decembra 1998. 